# Sorihuela
Sorihuela település Spanyolországban, Salamanca tartományban. Sorihuela Ledrada, Nava de Béjar, Santibáñez de Béjar, Medinilla, Neila de San Miguel, San Bartolomé de Béjar, La Hoya, Vallejera de Riofrío és Fresnedoso községekkel határos. Lakosainak száma 256 fő (2024).

## Népesség
A település népessége az elmúlt években az alábbi módon változott:
| Lakosok száma | 376  | 359  | 351  | 345  | 312  | 280  | 273  | 261  | 259  | 256  |
|               | 2001 | 2004 | 2007 | 2009 | 2012 | 2014 | 2017 | 2019 | 2022 | 2024 |